# Mannschaftskader der I liga (Schach) 1977
Die Liste der Mannschaftskader der I liga (Schach) 1977 enthält alle Spieler, die in der I liga der polnischen Mannschaftsmeisterschaft im Schach 1977 mindestens einmal eingesetzt wurden, mit ihren Ergebnissen.

## Allgemeines
Während Kolejarz Katowice in allen Wettkämpfen die gleichen sechs Spieler einsetzte, spielten bei Start Katowice zehn Spieler mindestens eine Partie. Insgesamt kamen 96 Spieler zum Einsatz, von 42 keinen Wettkampf versäumten.
Punktbester Spieler war Aleksander Sznapik (Maraton Warszawa) mit 9 Punkten aus 11 Partien. Grażyna Szmacińska, Waldemar Świć (beide Anilana Łódź) und Romuald Grąbczewski (Maraton Warszawa) erreichten je 8,5 Punkte aus 11 Partien. Andrzej Matysek (Start Lublin) gewann seine einzige Partie und erreichte damit als einziger Spieler 100 %.

## Legende
Die nachstehenden Tabellen enthalten folgende Informationen:
- Nr.: Ranglistennummer; ein zusätzliches "W" bezeichnet Frauen
- Titel: FIDE-Titel zum Zeitpunkt des Turniers; GM = Großmeister, IM = Internationaler Meister, WIM = Internationale Meisterin der Frauen
- Elo: Elo-Zahl vom 1. Januar 1977; bei Spielern ohne Elo-Zahl ist die nationale Wertung eingeklammert angegeben
- Pkt.: Anzahl der erreichten Punkte
- Partien: Anzahl der gespielten Partien

## KS Maraton Warszawa
| Nr. | Titel | Name                     | Elo  | Pkt. | Partien |
| --- | ----- | ------------------------ | ---- | ---- | ------- |
| 1   | GM    | Włodzimierz Schmidt      | 2490 | 7,5  | 11      |
| 2   |       | Aleksander Sznapik       | 2405 | 9    | 11      |
| 3   |       | Stefan Witkowski         | 2340 | 5    | 9       |
| 4   |       | Andrzej Adamski          | 2315 | 7    | 10      |
| 5   | IM    | Romuald Grąbczewski      | 2380 | 8,5  | 11      |
| 6   |       | Marian Ziembiński        | 2275 | 1,5  | 3       |
| W1  |       | Elżbieta Kowalska-Lipska | 1985 | 5,5  | 11      |

## KS Anilana Łódź
| Nr. | Titel | Name               | Elo    | Pkt. | Partien |
| --- | ----- | ------------------ | ------ | ---- | ------- |
| 1   |       | Witold Balcerowski | 2350   | 5,5  | 11      |
| 2   |       | Waldemar Świć      | (2202) | 8,5  | 11      |
| 3   |       | Tadeusz Żółtek     | 2350   | 4,5  | 11      |
| 4   |       | Zbigniew Bator     | (2119) | 5,5  | 10      |
| 5   |       | Tomasz Rakowiecki  | (2127) | 4    | 7       |
| 6   |       | Jan Łachut         | (2047) | 3    | 4       |
| 7   |       | Romuald Grzelak    | (2048) | 0,5  | 1       |
| W1  |       | Grażyna Szmacińska | 2150   | 8,5  | 11      |

## WKSz Legion Warszawa
| Nr. | Titel | Name               | Elo    | Pkt. | Partien |
| --- | ----- | ------------------ | ------ | ---- | ------- |
| 1   | IM    | Jan Adamski        | 2470   | 7,5  | 11      |
| 2   | IM    | Andrzej Filipowicz | 2355   | 4,5  | 10      |
| 3   |       | Rafał Marszałek    | 2335   | 4,5  | 8       |
| 4   |       | Anatol Łokasto     | 2275   | 7    | 10      |
| 5   |       | Sławomir Wach      | (2151) | 4,5  | 9       |
| 6   |       | Bogusław Borysiak  | (2037) | 5    | 7       |
| W1  |       | Agnieszka Brustman | (1700) | 6    | 11      |

## HKS Hutnik Warszawa
| Nr. | Titel | Name               | Elo    | Pkt. | Partien |
| --- | ----- | ------------------ | ------ | ---- | ------- |
| 1   | IM    | Krzysztof Pytel    | 2435   | 5,5  | 11      |
| 2   |       | Marek Fijałkowski  | 2235   | 5,5  | 9       |
| 3   |       | Wacław Łuczynowicz | 2285   | 4    | 9       |
| 4   |       | Henryk Petryk      | (2176) | 7    | 10      |
| 5   |       | Zbigniew Sęk       | (2110) | 8    | 10      |
| 6   |       | Krzysztof Sznapik  | (2021) | 0    | 1       |
| 7   | IM    | Kazimierz Plater   | (2128) | 3    | 5       |
| W1  | WIM   | Bożena Pytel       | 2050   | 5    | 6       |
| W2  |       | Elżbieta Sosnowska | (1800) | 4    | 5       |

## KKS Polonia Warszawa
| Nr. | Titel | Name                  | Elo    | Pkt. | Partien |
| --- | ----- | --------------------- | ------ | ---- | ------- |
| 1   |       | Władysław Schinzel    | 2375   | 6    | 11      |
| 2   |       | Adam Kuligowski       | 2355   | 8    | 11      |
| 3   |       | Stanisław Gawlikowski | (2071) | 2    | 5       |
| 4   |       | Stefan Dejkało        | (2100) | 5    | 10      |
| 5   |       | Zbigniew Czajka       | 2240   | 2,5  | 7       |
| 6   |       | Zenon Autowicz        | (2019) | 0,5  | 3       |
| 7   |       | Robert Bugajski       | (2049) | 5,5  | 8       |
| W1  |       | Iwona Jezierska       | (1800) | 3    | 11      |

## MKS Start Lublin
| Nr. | Titel | Name                | Elo    | Pkt. | Partien |
| --- | ----- | ------------------- | ------ | ---- | ------- |
| 1   | IM    | Andrzej Sydor       | 2425   | 4,5  | 11      |
| 2   |       | Henryk Dobosz       | 2395   | 6,5  | 11      |
| 3   |       | Zbigniew Jamroz     | 2260   | 6    | 11      |
| 4   |       | Zdzisław Wojcieszyn | (2099) | 5,5  | 11      |
| 5   |       | Ryszard Niedźwiadek | (1900) | 2    | 3       |
| 6   |       | Zenon Gosek         | (1900) | 0,5  | 4       |
| 7   |       | Jerzy Dybowski      | (1900) | 1    | 3       |
| 8   |       | Andrzej Matysek     | (1900) | 1    | 1       |
| W1  |       | Zofia Ciechocińska  | (1800) | 4,5  | 11      |

## 1893 KKSz-Hutnik Kraków
| Nr. | Titel | Name                  | Elo    | Pkt. | Partien |
| --- | ----- | --------------------- | ------ | ---- | ------- |
| 1   | IM    | Jerzy Kostro          | 2380   | 3,5  | 10      |
| 2   |       | Jerzy Konikowski      | (2259) | 4,5  | 11      |
| 3   |       | Ryszard Gąsiorowski   | (2223) | 0    | 3       |
| 4   |       | Stanisław Kostyra     | (2216) | 5    | 10      |
| 5   |       | Kazimierz Steczkowski | (2180) | 6,5  | 11      |
| 6   |       | Stanisław Porębski    | (2126) | 2,5  | 5       |
| 7   |       | Henryk Piskorz        | 2260   | 1,5  | 2       |
| 8   |       | Jacek Ruszczycki      | (2100) | 1    | 3       |
| W1  |       | Anna Jurczyńska       | 2080   | 7    | 11      |

## KKS Hetman Wrocław
| Nr. | Titel | Name                  | Elo    | Pkt. | Partien |
| --- | ----- | --------------------- | ------ | ---- | ------- |
| 1   | IM    | Jacek Bednarski       | 2400   | 7,5  | 11      |
| 2   |       | Ryszard Skrobek       | 2390   | 5    | 11      |
| 3   |       | Franciszek Borkowski  | 2365   | 5,5  | 11      |
| 4   |       | Zbigniew Jaśnikowski  | 2340   | 6    | 11      |
| 5   |       | Tadeusz Drelinkiewicz | 2355   | 2    | 5       |
| 6   |       | Donat Brzezicki       | (2100) | 2    | 6       |
| W1  |       | Apolonia Litwińska    | 1870   | 1    | 7       |
| W2  |       | Marta Borkowska       | (1500) | 0,5  | 4       |

## KS Kolejarz Katowice
| Nr. | Titel | Name                   | Elo    | Pkt. | Partien |
| --- | ----- | ---------------------- | ------ | ---- | ------- |
| 1   | IM    | Bogdan Śliwa           | 2370   | 5    | 11      |
| 2   |       | Stanisław Kornasiewicz | 2275   | 3    | 11      |
| 3   |       | Wiesław Judycki        | (2069) | 6    | 11      |
| 4   |       | Janusz Szałajdewicz    | (2073) | 3,5  | 11      |
| 5   |       | Jan Kubik              | (2100) | 7    | 11      |
| W1  |       | Iwona Świecik          | (1700) | 5    | 11      |

## KS Łączność Bydgoszcz
| Nr. | Titel | Name                   | Elo    | Pkt. | Partien |
| --- | ----- | ---------------------- | ------ | ---- | ------- |
| 1   |       | Jerzy Pokojowczyk      | 2345   | 5,5  | 11      |
| 2   |       | Andrzej Maciejewski    | 2345   | 4,5  | 11      |
| 3   |       | Włodzimierz Kruszyński | 2270   | 5,5  | 11      |
| 4   |       | Grzegorz Chrapkowski   | 2250   | 1    | 6       |
| 5   |       | Waldemar Jagodziński   | (2058) | 4    | 11      |
| 6   |       | Edward Wiśniewski      | (1976) | 1    | 5       |
| W1  |       | Hanna Jagodzińska      | (1800) | 6,5  | 11      |

## KS Start Katowice
| Nr. | Titel | Name                 | Elo    | Pkt. | Partien |
| --- | ----- | -------------------- | ------ | ---- | ------- |
| 1   |       | Jacek Bielczyk       | 2385   | 2    | 10      |
| 2   |       | Karol Pinkas         | 2340   | 4    | 11      |
| 3   |       | Adam Dzięciołowski   | (2150) | 3,5  | 6       |
| 4   |       | Jan Przewoźnik       | 2240   | 6    | 9       |
| 5   |       | Jan Widera           | 2205   | 3,5  | 8       |
| 6   |       | Marian Twardoń       | (2100) | 1,5  | 5       |
| 7   |       | Zbigniew Kardyś      | (1900) | 0,5  | 2       |
| 8   |       | Zbigniew Szczerek    | (2100) | 1    | 3       |
| 9   |       | Karol Zieleźnik      | (1900) | 0    | 1       |
| W1  | WIM   | Krystyna Radzikowska | 2110   | 6,5  | 11      |

## SKS Start Łódź
| Nr. | Titel | Name                 | Elo    | Pkt. | Partien |
| --- | ----- | -------------------- | ------ | ---- | ------- |
| 1   |       | Andrzej Łuczak       | (2325) | 6    | 11      |
| 2   |       | Wiktor Matkowski     | (2160) | 4    | 11      |
| 3   |       | Ryszard Wolny        | (2076) | 3    | 9       |
| 4   |       | Jan Gadaliński       | (2042) | 1,5  | 7       |
| 5   |       | Krzysztof Lenczewski | (2100) | 1,5  | 8       |
| 6   |       | Ryszard Zgorzelski   | (2035) | 2,5  | 5       |
| 7   |       | Paweł Mikołajczyk    | (1900) | 0,5  | 4       |
| W1  |       | Lucyna Krawcewicz    | (1730) | 3    | 11      |